# Seznam kosmických agentur
Toto je neúplný seznam kosmických agentur.

## Evropa
- Evropa - ESA (European Space Agency)

- Belgie -	BIRA (Belgisch Instituut voor Ruimte-Aëronomie), IASB (Institut d’Aéronomie Spatiale de Belgique)
- Bělorusko - BSA (Belarus Space Agency)
- Bulharsko - SRI-BAS (Space Research Institute - Bulgarian Space Agency), STIL-BAS (Solar-Terrestrial Influences Institute - Bulgarian Space Agency)
- Česká republika - CSO (Czech Space Office)
- Francie -	CNES (Centre National d’Études Spatiales)
- Itálie - ASI (Agenzia Spaziale Italiana)
- Litva - LSA (Lithuanian Space Association)
- Maďarsko - MŰI (Magyar Űrkutatási Iroda)
- Německo -	DLR (Deutsches Zentrum für Luft- und Raumfahrt e. V.)
- Nizozemí -	SRON (Netherlands Institute for Space Research)
- Norsko - NRS (Norwegian Space Centre)
- Polsko - POLSA (Polish Space Agency)
- Rakousko - ALR (Agentur für Luft- und Raumfahrt)
- Rumunsko - ROSA (Romanian Space Agency)
- Rusko	- Roskosmos (Федеральное космическое агентство)
- Španělsko -	INTA (Instituto Nacional de Técnica Aeroespacial)
- Švýcarsko -	SSO (Swiss Space Office)
- Švédsko -	SNSB (Swedish National Space Board)
- Ukrajina -	NSAU (National Space Agency of Ukraine)
- Velká Británie -	UKSA (United Kingdom Space Agency)

## Amerika
- Argentina - CONAE (Comisión Nacional de Actividades Espaciales)
- Bolívie - ABE (Agencia Boliviana Espacial)
- Brazílie -	INPE (Instituto Nacional de Pesquisas Espacias), AEB (Agência Espacial Brasileira)
- Kanada -	CSA (Canadian Space Agency)
- Kolumbie - CCE (Comisión Colombiana del Espacio)
- Kostarika - ACAE (Asociación Centroamericana de Aeronáutica y el Espacio)
- Mexiko - AEM (Agencia Espacial Mexicana)
- Peru - CONIDA (Comisión Nacional de Investigación y Desarrollo Aeroespacial)
- Spojené státy -	NASA (National Aeronautics and Space Administration), U.S. Space Force, NRO (National Reconnaissance Office), NGA (National Geospatial-Intelligence Agency)
- Uruguay - CIDA-E (Aeronautics and Space Research and Diffusion Center)
- Venezuela - ABAE (Agencia Bolivariana para Actividades Espaciales)

## Asie
- Ázerbájdžán - AMAKA (Azərbaycan Milli Aerokosmik Agentliyinin)
- Bahrajn - NSSA (Bahrain’s National Space Science Agency)
- Bangladéš - SPARRSO (Space Research and Remote Sensing Organization)
- Čína -	CNSA (China National Space Administration)
- Indie	- ISRO (Indian Space Research Organization)
- Indonésie - LAPAN (Lembaga Antariksa dan Penerbangan Nasional)
- Izrael - ISA (Israel Space Agency)
- Írán -	ISA (Iranian Space Agency)
- Japonsko -	JAXA (Japan Aerospace Exploration Agency)
- Jižní Korea -	KARI (Korea Aerospace Research Institute)
- Kazachstán - KazCosmos = NSA (National Space Agency)
- Malajsie - ANGKASA (Agensi Angkasa Negara)
- Mongolsko - NRSC (National Remote Sensing Center of Mongolia)
- Pákistán - SUPARCO (Space and Upper Atmosphere Research Commission)
- Severní Korea - NADA (National Aerospace Development Administration)
- Singapur - CRISP (Centre for Remote Imaging, Sensing and Processing)
- Spojené arabské emiráty - UAESA (United Arab Emirates Space Agency)
- Thajsko - GISTDA (Geo-Informatics and Space Technology Development Agency)
- Tchaj-wan - NSPO (National Space Organization)
- Turecko - TÜBİTAK UZAY
- Uzbekistán - UzbekCosmos = USSRA (Uzbek State Space Research Agency)
- Vietnam - VAST-STI (Space Technology Institute)

## Afrika
- Alžírsko - ASAL (Agence Spatiale Algérienne)
- Egypt - NARSS (National Authority for Remote Sensing and Space Sciences)
- JAR - SANSA (South African National Space Agency)
- Maroko - CRTS (Centre Royal de Télédétection Spatiale)
- Nigérie - NASRDA (National Space Research and Development Agency)
- Tunisko - CNT (Centre national de la cartographie et de la télédétection)

## Oceánie
- Austrálie – ASA (Australian Space Agency)
- Nový Zéland – NZSA (New Zealand Space Agency)